# Río Cáñoles
El río Cáñoles (en valenciano riu Cànyoles) es un río del este de la península ibérica, afluente del río Albaida por su margen derecha, que discurre por las provincias de Albacete y Valencia, España. 

## Curso
Nace en las montañas de la localidad de Almansa (Albacete), en la fuente del Cáñolas y rambla del mismo nombre, que recoge aguas del Caroch Sur.
Cruza el río toda la comarca de La Costera en la provincia de Valencia de oeste a este, y en él desaguan más de 25 barrancos de recorrido corto que recibe tanto por la margen derecha como por la izquierda, que bajan de las 2 importantes sierras que rodean esta estrecha y larga comarca: "Plana" y "Grossa".
Atraviesa el valle de Montesa, y a su paso por Canals recibe los excedentes del Río de los Santos, y sobre todo las aguas residuales, urbanas e industriales de los pueblos de Alcudia de Crespins y Canals, que le aseguran un caudal continuo a lo largo de todo el año.
Atraviesa los términos municipales de Fuente la Higuera, Mogente, Vallada, Montesa, Canals, Rotglá y Corbera, Vallés, y Játiva.
Antes de entrar en la comarca de la Ribera Alta desemboca en el río Albaida, afluente del río Júcar. Tiene un recorrido de 40 km y su cuenca ocupa una superficie de 642 kilómetros cuadrados. Su caudal es muy irregular.
El río Cáñoles da riego a más de 2373 hectáreas, a través de un sistema de acequias y brazales.

## Acequias
- Acequia de La Llosa: nace en un azud del río, junto a la partida de Sagres. Riega la zona de la margen izquierda del río entre éste y la Llosa de Ranes, mediante los brazales de "les Dotze, les Cinc, Ters, Sorió, Surrac y de la Marca", hasta el Barranco de Carniceros, donde vierte el excedente y a través del cual vuelve al Cáñoles.

- Acequia de Meses: nace en un azud situado bajo el puente de la carretera de Játiva a Cerdá. Discurre inicialmente por la margen derecha pasando junto a la antigua Papelera de San Jorge y el Molino Tárrega con los brazales "del Pintor, Albelló Franc, Subirana, Dimecres, Dijons y Mas, que vierten sus excedentes en el río Albaida.

- Acequia del Palmeral: es una pequeña acequia que nace en un azud situado poco antes de la confluencia de los ríos, regando la reducida zona del Palmeral del Carraixet entre el Alto de Requena y el río Albaida.